# Três Barras
Três Barras là một đô thị thuộc bang Santa Catarina, Brasil. Đô thị này có diện tích 438,066 km², dân số năm 2007 là 18224 người, mật độ 41,6 người/km².